# واکنش بارتون
واکنش بارتون (به انگلیسی: Barton reaction) یک نام واکنش در شیمی آلی است که طی آن یک نیتریت نورکافت شده و به δ-نیتروسو الکل تبدیل می‌شود. این واکنش به افتخار شیمیدان مشهور انگلیسی و برنده جایزه نوبل شیمی، درک بارتون نام‌گذاری شده‌است.
واکنش بارتون، شامل یک برش RO-NO است که شامل جدایش اتم هیدروژن، بازترکیب رادیکال آزاد،  و واکنش تشکیل یک اکسیم است. انتخاب پذیری برای δ-هیدروژن نتیجه ترکیب واسط رادیکالی ۶ عضوی است. اغلب، محل ترکیب اتم هیدروژن می‌تواند به راحتی پیش‌بینی شود. با توجه به توانایی منحصر به فرد برای مشتق کردن بسترهای بی‌طرف دیگر، بارتون از این واکنش به‌طور گسترده در دهه ۱۹۶۰ استفاده کرد تا تعدادی استروئید غیرطبیعی ایجاد کند.

## مکانیزم واکنش و مکان‌گزینی
واکنش بارتون با شکست ناشی از پیوند نیتریت N-O با استفاده از لامپ جیوهای فشار بالا آغاز می‌شود. این یک رادیکال آلکیلوکسلی تولید می‌کند که بلافاصله یک اتم هیدروژن را از δ - کربن جدا می‌کند. در صورت عدم وجود سایر منابع رادیکال یا سایر گروه‌های واکنشی پروگزیمال، رادیکال آلکیل با رادیکال نیتروسیل نوترکیب می‌شود. ترکیبات حاصل از نیتروسو به محصول اکسیم منزوی تحت توتومر شدن قرار می‌گیرد. رادیکال محور کربن توسط سایر منابع رادیکال مانند ید یا آکریلونیتریل قابل رهگیری است. نمونه اول منجر به جایگزینی δ-هیدروژن با ید، سپس چرخه متعاقب آن توسط یک واکنش SN2 منجر به یک تتراهیدروفوران می‌شود. مثال دوم منجر به محصول کشش زنجیره ای با اکسیم تشکیل شده ۲ واحد کربن بیشتر از اکسیژن از حالت عادی می‌شود.
این فرضیه مکانیزمی توسط آزمایش اثر ایزوتوپ جنبشی پشتیبانی می‌شود. برچسب زدن ایزوتوپی نیتریت با 15N مکانیسم غیر زاویه دار نشان داده‌است و رادیکال نیتروسیل شکل گرفته از یک نیتریت خاص به‌طور تصادفی با سایر رادیکال‌های آلکیل تشکیل شده‌است. با این حال، نشان داده شده‌است که نوترکیب رادیکال نیتروسیل با رادیکال آلکوکسیل (واژگون شدن رخ همولیتیک) بدون تقارن برچسب ایزوتوپ ادامه می‌یابد.این عدم وجود جفت شدن رادیکال بسته نیز با مشاهده اینکه رادیکالهای آلکیل تولید شده توسط شرایط بارتون می‌توانند تحت چرخش رادیکال قرار بگیرند، در حالی که واسطه‌های مشابه تولید شده توسط اکسیداسیون تتراستات سرب نیستند، پشتیبانی می‌شود.
در موارد نادر، به نظر می‌رسد که رادیکال آلکوکسیل ممکن است قبل از انتزاع اتم هیدروژن از بین برود.
در حالت متداول، از جمله در سیستم‌های استروئیدی، اتم هیدروژن از یک گروه متیل که دارای یک رابطه دیاکسایی ۱٬۳ با رادیکال آلکوکسیل است، انتزاع می‌شود. در صورت عدم وجود هیدروژن روی δ-کربن، یا هنگامی که ترکیب خاصی از بستر باعث تشعشع ε-کربن در کنار هم شود، انتقال اتم هیدروژن ۱٬۶ فرایند مطلوب است. با این حال، این واکنش‌ها بسیار کندتر از انتقال اتم هیدروژن ۱٬۵ مربوطه هستند.
مطالعات محاسباتی نشان داده‌اند که اولویت برای انتقال اتم ۱٬۵ هیدروژن بیش از انتقال اتم ۱٬۶ هیدروژن به نظر می رسدو از آن که نتیجه یک حالت انتقال پایدار «صندلی مانند» باشد، بیشتر مورد علاقه آنتروپیکی قرار می‌گیرد. در حقیقت، محاسبه شده‌است که انتقال اتم ۱٬۶ هیدروژن از یک گذار انجام می‌شود که در حدود ۰٫۸ کیلو کالری در مول کمتر از مقدار اتم هیدروژن ۱٬۵ است.
در سیستم‌های حلقوی، تجمع δ-هیدروژن هنوز هم مشاهده می‌شود، با این حال، تجمع آلفا-هیدروژن برای تشکیل کتون مربوطه رقابت می‌کند.
در موارد خاص، بخصوص نیتریت‌های حاصل از الکل‌های سیکلوپنتیل، رادیکال‌های اکسیژن محور ترجیح می‌دهند از طریق جدا شدن پیوند C-C نسبت به تشکیل اتم H واکنش نشان دهند. به عنوان مثال، هنگامی که شرایط بارتون ایجاد شد، نیکلیت سیکلوپنتیل مونوکسیم گلوتارآلدئید را تشکیل می‌دهد. این همچنین در مواردی مشاهده می‌شود که واسطه رادیکال ایجاد شده توسط تکه‌تکه شدن پایدار باشد، مانند رادیکال آلیلیک که توسط قطعه ای از نیتریت ایزوپولگول شکل گرفته‌است.

## انواع مختلف
در سیستم‌های صلب مانند آلدوسترون، انتقال اتم ۱٬۵ هیدروژن بسیار سریع است، با یک ثابت سرعت در اندازهٔ ۱۰ ^ ۷ بر ثانیه انتقال اتمی H بین اتمی مشابه می‌تواند تا ۱۰۰ برابر کندتر باشد. علاوه بر این، انتقال اتم هیدروژن از تشکیل یک پیوند O-H قوی تر در مقابل پیوند ضعیف C-H استفاده می‌کند. برای تشکیل یک رادیکال آلکیل اولیه، دوم یا سوم از یک رادیکال آلکوکسیل، نیروی محرک به ترتیب ۳ کیلوکالری در مول، ۵ کیلوکالری در مول و ۹ کیلوکالری در مول وجود دارد. رادیکال آلکیل تشکیل شده پس از انتقال اتم هیدروژن مستعدایجاد واکنشهای رادیکال استاندارد است، وقتی که اسکنرها در مقدار کافی برای حاصل شدن از رادیکال نیتروسیل وجود دارند. بلافاصله پس از افشای اولیه آزمایش، بارتون و همکارانش از به دام انداختن رادیکال با I2 و CCl3Br (به ترتیب به عنوان منابع رادیکال ید و برم) برای تشکیل δ-هالو-الکل خبر دادند. این گونه هالوهیدرین را می‌توان تحت شرایط اولیه به مشتقات تتراهیدروپیران مربوطه تبدیل کرد.
مقادیر زیادی از آلکن‌های فعال شده می‌توانند برای رهگیری رادیکال آلکیل مورد استفاده قرار گیرند و منجر به تشکیل پیوند C-C از پیوند C-H غیرفعال شوند.
در حضور اکسیژن، رادیکال آلکیل به دام می‌افتد و یک رادیکال پراکسید آلی را تشکیل می‌دهد. این واسطه را رادیکال نیتروسیل به دام می‌اندازد و سپس برای دادن یک استر δ-نیترات که همزمان هم اسید و هم پایه ای با ثبات است، ایزومر شده و در شرایط خفیف می‌تواند به الکل مربوطه کاهش یابد.

## کاربردها در سنتز مولکول پیچیده

### آلدوسترون استات
در نشریاتی که بلافاصله پس از افشای اولیه بارتون از این واکنش در ژورنال انجمن شیمی آمریکا منتشر شده‌است، ترکیب سنتز آلدوسترون استات نشان داده شده‌است. اجازه دادن به کورتیکواسترون استات در واکنش با نیتروسیل کلرید در پیریدین خشک نیتریت را حاصل می‌کند. بعد از تابش در جو بی اثر و پس از آن با نگهداری در نیتریت سدیم آبی اکسیم مورد نظر را تشکیل می‌دهد. سپس اکسیم استیله شده و هیدرولیز می‌شود تا محصول طبیعی همی استال حاصل شود.

### آزادیرادیون
کوری نیز واکنش بارتون را در سنتز آزادیرادیون، به عنوان عضوی از خانواده لیمونوئید محصولات طبیعی به کار برد. در این حالت از اسید نیتروسیل سولفوریک به جای نیتروسیل کلرید استفاده می‌شود.

### مشتقات آلوباتولین
در فرایند آماده‌سازی یک سری مشتقات آلوبتولین تری پپیروئید، دیهان و همکارانش یک تحول قابل توجه حاصل از دو انتقال اتم هیدروژن ۱٬۵ متوالی را مشاهده کردند. در حالی که محصول انتقال اتمی تک هیدروژن ۱٬۵ نیز مشاهده شد، تحول قبلی نشان دهنده یک انتقال اتم هیدروژن ۱٬۷ در مسافت بسیار زیاد است.